# هضبة ادواردز
هضبة إدواردز هي منطقة غرب وسط تكساس تحدها صدع بالكونز إلى الجنوب والشرق، و لاينو أبليفت ولاينو استاكادو إلى الشمال، ونهر بيكوس وصحراء شيواوية إلى الغرب.  سان أنجيلو، أوستن، سان أنطونيو وديل ريو تقريبًا الخطوط العرضية للمنطقة. يُعرف الجزء الشرقي من الهضبة باسم تكساس هيل كانتري.